# Reyerskamp
Het Reyerskamp, ook wel bekend als Kamp Reyers of Maoemere-West, was een militair kampement in Flores en was vernoemd naar de kamp-oudste, kapitein R. Reyers. Dit kampement was tijdens de Japanse bezetting van Nederlands-Indië in de periode van 10 mei 1943 tot 9 september 1943 een van de drie kampen voor krijgsgevangenen op Flores.
Het Reyerskamp bevond zich op 3,3 km ten westen van Maoemere. De plaats Maoemere ligt op het oostelijk deel van Flores aan haar noordkust. Rondom Maoemere bevonden zich drie kampen (later kwam hier nog een vierde bij;  een 6 km verderop gelegen schuilkamp dat werd gebruikt op het moment dat er werd gebombardeerd). De kampen waren ondergebracht in zelf gemaakte barakken van bamboe en atap (palmbladeren) en waren omgeven door prikkeldraad. De werkzaamheden bestonden uit het aanleggen van een vliegveld en het repareren ervan nadat de geallieerden het vliegveld hadden gebombardeerd.

## Aanvoer krijgsgevangenen
In de loop van 1943 werden op de Molukken en Flores veel Britse en Nederlandse krijgsgevangenen massaal te werk gesteld in verband met de aanleg van enkele vliegvelden. Op Flores waren dit enkel Nederlandse krijgsgevangenen. Dit betrof een groep van ruim 2.000 man en zij was samengesteld uit militairen uit het 4e en 9e Batiljon te Tjimahi. De krijgsgevangenen werden op 25 april 1943 ingescheept vanuit Tandjoeng Perak, de haven van Soerabaja. 

## Omstandigheden
Bij de aankomst van de krijgsgevangenen bleek een groot gedeelte ziek of te zwak om aan het werk te gaan. Er bleek bij aankomst geen enkele faciliteit aanwezig te zijn. De krijgsgevangenen moesten als eerste voorzieningen gaan treffen voor de zieken. Er werden daarom 3 kampen gebouwd; een ziekenkamp (het Wulffkamp), een werkkamp (het Reyerskamp) en een tweede werkkamp (het Blomkamp). Er was geen elektra, de voeding was slecht en er waren veel sterfgevallen.

## Werkzaamheden
De geïnterneerden die wel in staat waren om te werken, werden in dagelijkse corvee ploegen van ongeveer 500 man ingezet aan het vliegveld (Maoemere-Oost) dat in 1943 en 1944 werd aangelegd. Vlak in de buurt werd ook gewerkt aan het vliegveld van Waioti en werd gewerkt aan de basis Maoemere-stad. Dit betrof de uitbreiding van een reeds bestaand oud Nederlands vliegterrein. 
Daarnaast waren er in de periode van juni tot september 1943, 324 krijgsgevangenen uit het Reyerskamp gedetacheerd in een werkkamp bij Taliboera. Dit kamp lag ongeveer 60 kilometer oostelijk van Maoemere. Deze groep krijgsgevangenen werden ingezet bij de aanleg van een weg en van twee hulpvliegvelden, te weten Wair Hoebing en Miser.

## Opheffing Reyerskamp
Het Reyerskamp werd in de week van 22-26 mei 1943 ontruimd naar het Blomkamp. Het lege kamp werd nadien gebruikt voor de krijgsgevangenen uit het Wulffkamp.